# Rupert Julian
Rupert Julian (25 de enero de 1879 - 27 de diciembre de 1943) fue un actor, director, guionista y productor cinematográfico neozelandés.

## Biografía
Su verdadero nombre era Thomas Percival Hayes, y nació en Whangaroa, Nueva Zelanda, siendo sus padres John Daly Hayes y Eliza Harriet Hayes. 
Rupert Julian actuó en el teatro y en el cine en su nativa Nueva Zelanda y Australia antes de emigrar a los Estados Unidos en 1911, donde comenzó una carrera como actor en el cine mudo de Universal Studios. 
En 1915 empezó a trabajar en la dirección, a menudo dirigiendo a su esposa, Elsie Jane Wilson, pero su función era meramente rutinaria hasta que en 1923 fue designado para completar la película Merry-Go-Round, al ser despedido del proyecto el director original, Erich von Stroheim. Otra destacada película dirigida por él fue la producción de 1925 protagonizada por Lon Chaney The Phantom of the Opera. 
Sin embargo, tras la llegada del cine sonoro su carrera empezó a declinar, siendo sus últimos filmes The Cat Creeps y Love Comes Along (ambos de 1930).
Rupert Julian falleció en Hollywood, California, en 1943 a causa de un ictus. Tenía 64 años de edad. Fue enterrado en el Cementerio Forest Lawn Memorial Park de Glendale, California.